# ماهواره جی‌پی‌اس

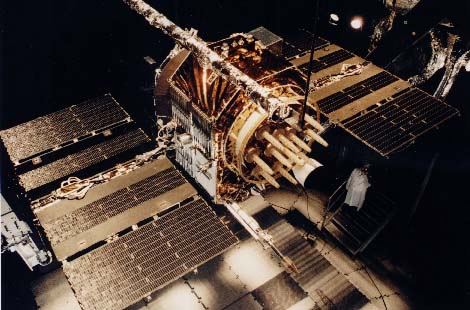
پرتاب آزمایشی ماهواره navstar

ماهواره جی پی اس(به انگلیسی: GPS satellite) ماهوارهای است که برای سامانه موقعیت‌یاب جهانی استفاده می شود.که نخستین ماهواره آن navstar1 در سال ۱۹۷۸ پرتاب شد.این ماهواره در بلندای ۲۰ هزار کیلومتر از زمین چرخیده و در هر روز دو بار دور زمین می چرخد.
این سامانه از ۲۴ ماهواره است که زمین را دور می‌زنند و در هر مدار ۴ ماهواره قرار دارد. راکت‌های کوچکی این ماهواره‌ها را در مسیر درست نگاه می‌دارد. به این ماهواره‌ها نوستار (NAVSTAR) گفته می‌شود. این ماهواره‌ها از محاسبات ریاضی ساده‌ای برای پخش اطلاعات استفاده می‌کنند که به عنوان طول و عرض و بلندی جغرافیایی گیرنده‌های روی زمین نشان داده می‌شوند.